# Felix Petyrek
Felix Petyrek (14. května 1892 Brno – 1. prosince 1951 Vídeň) byl rakouský klavírista, hudební skladatel a pedagog českého původu.

## Život
Pocházel z hudební rodiny. Jeho dědeček, Valentin Petyrek (1816–1869), byl kantor, varhaník a hudební skladatel v Babicích nad Svitavou a v Břeclavi. Zkomponoval 3 mše, smyčcové kvartety a na stovku písní. Otec, August Petyrek (1853–1915), působil jako varhaník v Brně a později byl profesorem učitelského ústavu ve Vídni.
Felix se sice narodil v Brně, ale vyrůstal již ve Vídni. Základní hudební vzdělání získal u svého otce. Dále studoval na Vídeňské hudební akademii hru na klavír u Leopolda Godowského a Emila von Sauera a skladbu u hudebního skladatele Franze Schrekera. Vedle toho studoval na Vídeňské univerzitě muzikologii u Guido Adlera. V průběhu válečných let nebyl pro svůj zdravotní stav poslán na frontu, ale sloužil jako stráž v táboře válečných zajatců. Tady sbíral písně východoevropských národů, které později vydal tiskem. Pracoval rovněž ve středisku hudební historie na Císařském ministerstvu války.
Po skončení války dokončil studia a v roce 1919 se stal učitelem v salcburské hudební akademii Mozarteum. Po krátkém působení v Berlíně a v Aclesheimu ve Švýcarsku, přesídlil ze zdravotních důvodů do Opatije v Chorvatsku a vedl zde (a paralelně i v Salcburku) letní kurzy klavíru a kompozice. V roce 1926 odešel do Athén, kde vedl mistrovské kurzy klavíru a přednášel muzikologii. Rovněž přispíval do odborných muzikologických časopisů (dokonce i v řečtině).
V roce 1930 učil postupně na hudebních akademiích ve Stuttgartu, Lipsku a Vídni. Jako skladatel i klavírista patřil k prominentním osobnostem německé nové hudby. Byl členem skupiny expresionistických umělců, která si říkala Novembergruppe. V roce 1950 obdržel rakouskou Státní cenu za zásluhy o rozvoj hudby.

## Dílo (výběr)

### Opera
- Die Arme Mutter und der Tod (podle Hanse Christiana Andersena)

### Klavírní skladby
- 24 ukrainische Volksweisen
- Choral, Variationen und Sonatine (1924)
- Variationen und Fuge C-dur
- Toccata und Fuge in der mixolydischen Tonart, pro dva klavíry na čtyři ruce (1934)
- Sonate (1944)
- Sechs groteske Klavierstücke
- 6 griechische Rhapsodien (1927)
- 11 kleine Kinderstücke (1926)
- Sechs Konzertetuden für zwei Klaviere zu vier Händen (1934)

### Komorní hudba
- Sextett für Streichquartett, Klarinette und Klavier
- 3 Tänze für Flöten
- Gute Nacht, o Welt (hudba na motivy sudetských lidových písní pro hoboj, klarinet, lesní roh a fagot)
- Variationen über Volkslieder für Streichtrio

### Písně
- Russische Volkslieder für mittlere Singstimme mit Klavierbegleitung
- Slavische Volkslieder für mittlere Singstimme mit Klavierbegleitung